# Sainte Anne (pointu)
La Sainte Anne est une barquette de pêche construite en 1955 par le chantier naval André Ruoppolo de Marseille.
Le pointu Sainte Anne fait l'objet d'un classement au titre des monuments historiques depuis le 28 avril 1994.

## Histoire
Cette barque de pêche (dit aussi pointu) a été construite pour un pêcheur professionnel marseillais. Le moteur d'origine a été remplacé en 1977. Son activité de pêche s'est arrêtée en 1987.
Il est désormais en location au Vieux-Port de Marseille, par son propriétaire actuel, pour la plaisance (1 skipper + 7 passagers).